# 欽格爾赫訥山
46°53′50″N 9°13′25″E / 46.89722°N 9.22361°E

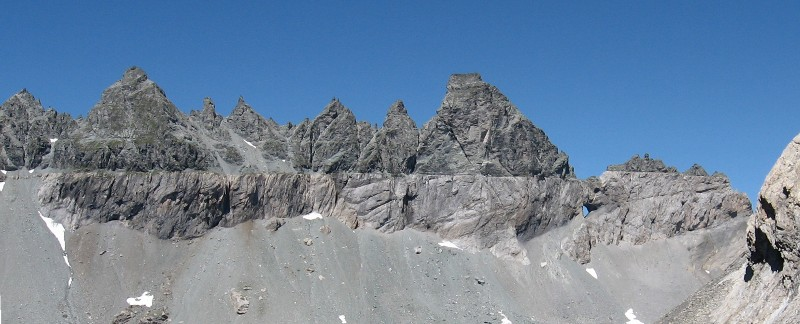

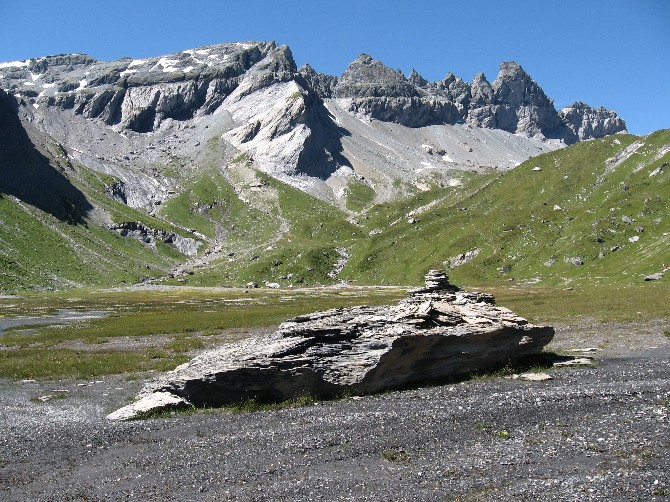

欽格爾赫訥山（Tschingelhoren），是瑞士的山峰，位於該國中東部，由格拉魯斯州和格勞賓登州負責管轄，屬於格拉魯斯山的一部分，距離奧芬山0.8公里，海拔高度2,849米。